# Vic Goedseels
Victor (Vic) Goedseels (Leuven, 28 augustus 1940 – Kessel-Lo, 11 mei 2024) was een Belgisch landbouwkundig ingenieur en hoogleraar aan de Katholieke Universiteit Leuven. Van 1998 tot 2005 was hij algemeen beheerder van de universiteit.

## Levensloop
Vic Goedseels liep school aan het Sint-Pieterscollege in Leuven en studeerde in 1964 als landbouwkundig ingenieur aan de Katholieke Universiteit Leuven af. In 1971 promoveerde hij tot doctor en in 1972 begon zijn academische loopbaan. Hij was secretaris en vicedecaan van de faculteit Landbouwwetenschappen. In 1989 werd hij decaan van de faculteit die van naam veranderde in faculteit Landbouwkundige en Toegepaste Biologische Wetenschappen. Goedseels stond mee aan de wieg van het Centrum voor Agrarische Bio- en Milieu-Ethiek (CABME), zorgde voor de huisvesting van de International Society of Horticultural Science (ISHS) en het hoofdkwartier van de International Association of Agricultural Students (IAAS) in Leuven en voor een nauwere samenwerking met de Universiteit Stellenbosch in Zuid-Afrika.
Van 1998 tot 2005 was hij algemeen beheerder van de KU Leuven. In deze functie stond hij bekend als 'bouwer'. Hij realiseerde veel nieuwbouw- en renovatieprojecten en moderniseerde de universitaire administratie. Ook speelde Goedseels een centrale rol in de viering van 575 jaar KU Leuven in 2000. In 2005 ging hij met emeritaat. In de hoedanigheid van algemeen beheerder volgde Koenraad Debackere hem op. Hij was tevens lid van de inrichtende overheid van de KU Leuven, de Associatie KU Leuven en het Centrum Agrarische Geschiedenis, waarvoor hij zich tevens inzette. Ook was hij verbonden aan de Boerenbond; Goedseels was bestuurder van de financiële holding MRBB en land- en tuinbouwbedrijf AVEVE.
Goedseels overleed op 11 mei 2024 thuis op 83-jarige leeftijd.

## Publicatie
- (met Luc Vanhaute) Hoeven op land gebouwd. Een verhaal van boerderijen, landschappen en mensen, 1978